# Sérignan-du-Comtat
 Sérignan-du-Comtat  es una población y comuna francesa, en la región de Provenza-Alpes-Costa Azul, departamento de Vaucluse, en el distrito de Aviñón y cantón de Orange-Est.
Está integrada en la Communauté de communes Aygues Ouvèze en Provence.

## Demografía
| 1033 | 1194 | 1488 | 1975 | 2069 | 2254 |
| Para los censos de 1962 a 1999 la población legal corresponde a la población sin duplicidades (Fuente: INSEE [Consultar]) |      |      |      |      |      |